# Ulises Ciccioli
Ulises Albano Ciccioli (Rosario, Santa Fe, Argentina; 2 de julio de 2003) es un futbolista argentino. Juega de defensa y su equipo actual es Aucas de la Serie A de Ecuador.

## Trayectoria
Nacido en Rosario, Ciccioli creció en Bombal y comenzó su carrera como juvenil en el Sportivo Bombal donde jugada como delantero. A los 10 años entró a las inferiores del Rosario Central, donde cambió de posición a la defensa.
Debutó en el primer equipo de Rosario Central el 5 de noviembre de 2021 en la derrota por 3-0 ante Defensa y Justicia. Firmó su primer contrato con el club al término de la temporada.

## Selección nacional
Fue citado al Campeonato Sudamericano Sub-20 de 2023.

## Estadísticas
Actualizado al último partido disputado el 16 de agosto de 2025.
| Club                            | Div.          | Temporada     | Liga  | Liga  | Copas nacionales | Copas nacionales | Copas internacionales | Copas internacionales | Total | Total |
| Club                            | Div.          | Temporada     | Part. | Goles | Part.            | Goles            | Part.                 | Goles                 | Part. | Goles |
| ------------------------------- | ------------- | ------------- | ----- | ----- | ---------------- | ---------------- | --------------------- | --------------------- | ----- | ----- |
| Rosario Central Argentina       | 1.ª           | 2021          | 4     | 0     | 0                | 0                | 0                     | 0                     | 4     | 0     |
| Rosario Central Argentina       | 1.ª           | 2022          | 0     | 0     | 0                | 0                | 0                     | 0                     | 0     | 0     |
| Rosario Central Argentina       | 1.ª           | 2023          | 0     | 0     | 1                | 0                | 0                     | 0                     | 1     | 0     |
| Rosario Central Argentina       | Total club    | Total club    | 4     | 0     | 1                | 0                | 0                     | 0                     | 5     | 0     |
| Independiente Juniors · Ecuador | 2.ª           | 2024          | 32    | 3     | 3                | 0                | —                     | —                     | 35    | 3     |
| Independiente Juniors · Ecuador | Total club    | Total club    | 32    | 3     | 3                | 0                | 0                     | 0                     | 35    | 3     |
| S. D. Aucas · Ecuador           | 1.ª           | 2025          | 22    | 2     | 0                | 0                | 0                     | 0                     | 22    | 2     |
| S. D. Aucas · Ecuador           | Total club    | Total club    | 22    | 2     | 0                | 0                | 0                     | 0                     | 22    | 2     |
| Total carrera                   | Total carrera | Total carrera | 58    | 5     | 4                | 0                | 0                     | 0                     | 62    | 5     |

## Palmarés

### Campeonatos nacionales
| Título          | Club                  | País      | Año  |
| --------------- | --------------------- | --------- | ---- |
| Copa de la Liga | C. A. Rosario Central | Argentina | 2023 |